# 사형 집행유예
사형 집행유예(死刑執行猶豫)는 사형수에게 사형을 바로 집행하지 않고 일정 기간 동안 사형 집행을 보류하였다가 해당 기간의 수형 생활에 따라 무기징역 혹은 그 이하의 징역형으로 감형하여 주는 제도이다. 사형수에게 교화의 기회를 주고 잘못된 사형 집행을 막을 수 있는 등의 장점이 있다.

## 시행 국가
현재 사형 집행유예 제도를 시행하는 국가는 중화인민공화국이 유일하다. (다만, 홍콩과 마카오는 사형제도가 없으므로 시행하지 않고 있다.) 유예 기간은 2년이며, 사형을 선고할 수 없는 18세 미만 미성년자와 임산부에게는 선고되지 않는다. 보통은 무기징역으로 감형이 되나, 모범적인 수형 생활을 하거나 큰 공로를 세운 경우 등은 유기 징역으로 감형될 수 있다.
한편, 한국에서도 사형제도의 존폐를 놓고 사형 집행유예 제도를 실시하자는 여론이 늘고 있다.

## 같이 보기
- 사면